# Sanionia uncinata
Sanionia uncinata ist ein pleurokarpes Laubmoos aus der Familie Scorpidiaceae. Deutschsprachige Namen sind Hakiges Hakenmoos, Hakiges Sichelmoos, Krallenmoos, Syn.: Hypnum uncinatum Hedw. oder Drepanocladus uncinatus (Hedw.) Warnst. Der Gattungsname ehrt den deutschen Arzt und Botaniker Karl Gustav Sanio (1832–1891).

## Merkmale
Sanionia uncinata bildet lockere, gelblichgrüne bis bräunlichgrüne, glänzende Rasen mit 5 bis 10 Zentimeter langen niederliegenden bis aufsteigenden, festen und derben, entfernt fiederästigen Stämmchen. Charakteristisch sind die hakenförmigen Enden der Sprosse und Äste. Im Bereich der Sprossanlagen befinden sich lanzettlich-pfriemliche Paraphyllien. Der Stämmchenquerschnitt weist einen kleinzelligen Zentralstrang auf, die Rindenschicht besteht aus etwa fünf Reihen dickwandiger Rindenzellen sowie einer einschichtigen hyalinen Außenrinde.
Die Stämmchenblätter sind stark sichelförmig-einseitswendig, 3,5 bis 5 Millimeter lang, tief längsfaltig und aus einer breiteren Basis allmählich in eine sehr lange und fadenförmige Spitze ausgezogen. Die Blattbasis läuft nicht oder kaum am Stämmchen herab. Die Blattränder sind flach und fein gezähnt, die Blattrippe reicht bis über die Blattmitte oder häufiger bis in die Blattspitze. Die Laminazellen der Blattmitte sind schmal-linealisch, um 5 µm breit und zwölf- bis zwanzigmal so lang, die der Blattbasis verlängert-rechteckig und getüpfelt. In den Blattflügeln findet sich eine kleine Gruppe von dünnwandigen, hyalinen und erweiterten Zellen. Astblätter sind etwas kleiner, schmäler und stärker gekrümmt als die Stämmchenblätter.
Das Moos trägt Antheridien und Archegonien an verschiedenen Ästen an derselben Pflanze (autözisch) und bildet recht häufig Sporogone. Die purpurne Seta wird bis 3 Zentimeter lang, die Kapsel mit doppeltem Peristom ist zylindrisch, geneigt und gekrümmt, der kegelförmige Deckel ist kurz bespitzt. Die fein gekörnelten Sporen sind 12 bis 18 µm groß. Sporenreifezeit ist im Frühling und Sommer.
Sanionia uncinata ist eine formenreiche Art. Vor allem in höheren Gebirgslagen gibt es recht zierliche Formen, die eine große Ähnlichkeit mit Ctenidium molluscum oder Hypnum cupressiforme aufweisen.

## Standortansprüche und Verbreitung

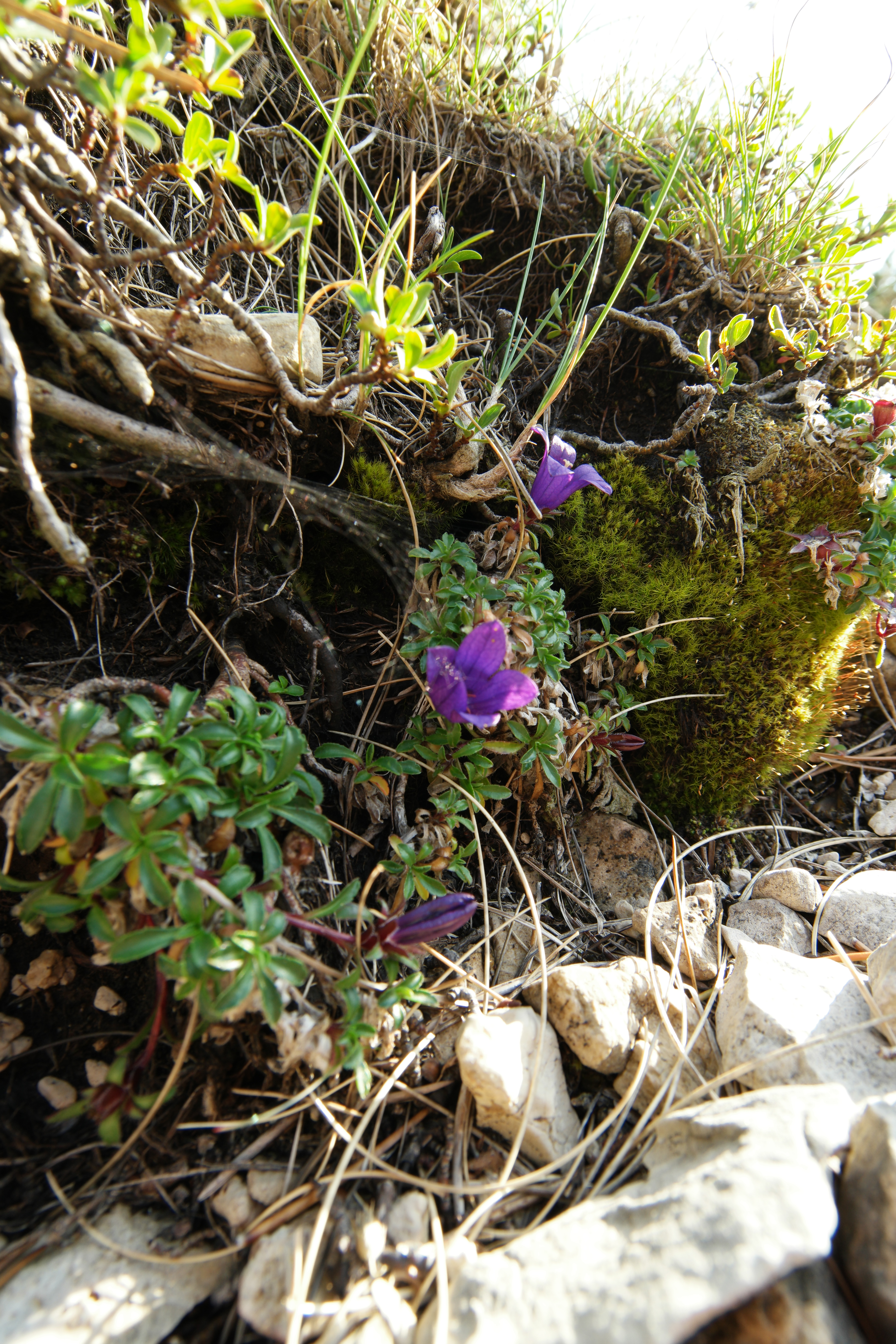
Sanionia uncinata zusammen mit der Quendelblättrigen Büschelglocke und Salix retusa in einem Schneetälchen im Opuvani do in den Subadriatischen Dinariden im Orjen-Gebirge

Sanionia uncinata wächst an lichten bis halbschattigen, frischen bis feuchten Standorten auf Felsblöcken, feuchter Erde, morschem Holz, auf Baumwurzeln oder Baumstümpfen.
In Europa ist die Art weit verbreitet und gebietsweise häufig, im Süden jedoch auf höhere Gebirge beschränkt. Weiters befinden sich Vorkommen in Asien, Nordamerika und Grönland. Angaben über Vorkommen auf der Südhalbkugel werden als überprüfungsbedürftig angesehen, auf der im Südlichen Ozean gelegenen Insel Heard ist es gesichert.
Pflanzensoziologisch bildet Sanionia uncinata eine Charakterart der Assoziation Drepanoclado uncinati-Heliospermetum pusilli, die in die südosteuropäischen Schneetälchengesellschaften der Stumpfblättrigen Weide (Salicion retusae Horvat 1948) fällt. Im Nordwest-Slowenischen Karst (Trnovski gozd und Snežnik) besiedelt die Assoziation Drepanoclado uncinati-Heliospermetum pusilli Surina & Vreš Schneetälchen die sich in Depressionen des Glaziokarstes durch Temperaturinversion bilden. Neben Sanionia sind hier der Kleine Strahlensame (Heliosperma pusillum) und die Stumpfblättrige Weide Charakterarten auf gefestigten periglazialen Blockhalden in kühl-feuchten Lagen innerhalb der Depressionen. Als weitere Begleitarten treten Viola biflora, Carex capillaris, Chrysosplenium alternifolium, Carex atrata, Polygonum viviparum und Festuca nitida auf, während unter den Moosen Oncophorus virens, Campylium stellatum, Polytrichum alpinum, Pohlia elongata subsp. elongata und Orthothecium rufescens die häufigsten Arten sind. In der Strauchschicht kommen nur Gemeine Fichte, Bewimperte Alpenrose und Großblättrige Weide vor oder diese fallen wegen der extremen Klimabedingungen gänzlich aus.